# Julián Hurtado
Julián Hurtado (Tuluá, Valle del Cauca, Colombia; 24 de noviembre de 1979) es un exfutbolista colombiano. Jugaba de defensa central y su último equipo fue La Equidad.

## Clubes
| Club               | País      | Año         |
| ------------------ | --------- | ----------- |
| Alianza Petrolera  | Colombia  | 2000 - 2001 |
| Cortuluá           | Colombia  | 2001 - 2005 |
| Once Caldas        | Colombia  | 2006        |
| Cúcuta Deportivo   | Colombia  | 2007 - 2009 |
| Deportes Tolima    | Colombia  | 2010 - 2012 |
| Mineros de Guayana | Venezuela | 2013        |
| Deportivo Pasto    | Colombia  | 2014        |
| La Equidad         | Colombia  | 2015        |